# Saint-Antoine-de-Breuilh
Saint-Antoine-de-Breuilh [sɛ̃t‿ɑ̃twan də bʁœj] ist eine französische Stadt und Gemeinde mit 1.784 Einwohnern (Stand: 1. Januar 2022) im Département Dordogne in der Region Nouvelle-Aquitaine. Sie gehört zum Arrondissement Bergerac und zum Kanton Pays de Montaigne et Gurson.

## Geografie
Saint-Antoine-de-Breuilh liegt im Südwesten Frankreichs in der Landschaft Périgord. Die Gemeinde wird im Süden durch den Fluss Dordogne begrenzt, im äußersten Westen mündet das Flüsschen Estrop. Umgeben wird Saint-Antoine-de-Breuilh von den Nachbargemeinden Nastringues im Norden, Fougueyrolles im Nordosten, Port-Sainte-Foy-et-Ponchapt im Osten, Eynesse im Süden, Pessac-sur-Dordogne und Saint-Avit-de-Soulège im Südwesten, Saint-Seurin-de-Prats im Westen sowie Vélines im Nordwesten.

## Geschichte
Die Gemeinde entstand 1824 aus dem Zusammenschluss der Kommunen Saint-Aulaye und Breuilh.

### Bevölkerungsentwicklung
| 1962 | 1968 | 1975 | 1982 | 1990 | 1999 | 2006 | 2017 |
| ---- | ---- | ---- | ---- | ---- | ---- | ---- | ---- |
| 1287 | 1415 | 1534 | 1523 | 1756 | 1844 | 2022 | 1877 |

## Wirtschaft und Infrastruktur
Saint-Antoine-de-Breuilh hat einen Haltepunkt an der Bahnstrecke Libourne–Buisson und wird im Regionalverkehr mit TER-Zügen zwischen Bordeaux-Saint-Jean und Bergerac bedient.

## Sehenswürdigkeiten
- Schloss Couin
- Schloss Saint-Aulaye aus dem 15. Jahrhundert mit Umbauten aus dem 18. Jahrhundert
- Kirche Saint-Pierre
- Kirche Saint-Aulaye
- Evangelisch-reformierte Kirche

## Persönlichkeiten
- Jeanne Baret (1740–1807), Naturforscherin, hier gestorben
- Théophile Cart (1855–1931), Schriftsteller
- Élie Faure (1873–1937), Kunsthistoriker, hier begraben